# Progress, Oregon
Progress, Oregon là một khu dân cư trong quận Washington, Oregon, Hoa Kỳ. Ban đầu nó là một cộng đồng chưa hợp nhất nằm xa bất cứ thành phố nào. Hiện nay phần lớn của nó nằm trong địa giới của cả hai thành phố Tigard hay Beaverton. Các cộng đồng lân cận gồm có Garden Home và Metzger.
Progress nằm trong khu vực vây quanh giao điểm của Xa lộ Oregon 217, Xa lộ Oregon 210 (Đường Scholls Ferry) và Xa lộ Oregon 141 (Đại lộ Hall). Ngày nay, Đường Scholls Ferry hình thành ranh giới giữa Tigard và Beaverton. Khu Progress có Quảng trường Washington, một trung tâm mua sắm lớn.